# Afanasjev
Afanasjev je priimek več oseb:
- Aleksander Nikolajevič Afanasjev (1826—1871), ruski slavist in etnograf, avtor ruskih pravljic
- Aleksander Nikolajevič Afanasjev, sovjetski general
- Pavel Aleksandrovič Afanasjev, sovjetski general
- Aleksej Vasiljevič Afanasjev, sovjetski general
- Vladimir Iljič Afanasjev (1921—1979), sovjetski vojaški pilot in letalski as
- Jurij Afanasjev (1934—2015), ruski zgodovinar in publicist
- Nikolaj Mihajlovič Afanasjev (1916–2009), ruski (sovjetski) orožarski izumitelj (delno skupaj z Makarovom)
- Nikolaj Porfirjevič Afanasjev, ime več oseb
- Sergej Afanasjev, več oseb
- Viktor Grigorjevič Afanasjev (1922–1994), ruski-sovjetski profesor filozofije, časnikar in politik (1976-89 urednik Pravde)
- Viktor Mihajlovič Afanasjev (* 1948), ruski-sovjetski kozmonavt, polkovnik
- Viktor Vasiljevič Afanasjev (1947–2020), ruski vojaški dirigent, general
- Pjotr Onisimovič Afanasjev (1874—1944), ruski pedagog, brat Vasilija Anisimova (prv. Afanasjev: 1878—1938, ruski revolucionar, menjševik, sovjetski politik)